# Nouveau cimetière des Pavillons-sous-Bois
Le nouveau cimetière des Pavillons-sous-Bois, est un des deux cimetières de la commune des Pavillons-sous-Bois en Seine-Saint-Denis,. Il est situé avenue de Rome.

## Description
Il comporte une division dédiée aux défunts de confession israëlite.
Une autre division dédiée au défunts de confession musulmane, a été récemment installé depuis quelques années